# Coleopholas
Coleopholas é um gênero de mariposa pertencente à família Acrolepiidae.